# Henrik Kreüger
Henrik Kreüger (uttalas Kryger), född 24 juni 1882 i Kalmar, död 12 oktober 1953 i Engelbrekts församling, Stockholm, var en svensk ingenjör. Han blev civilingenjör i väg- och vattenbyggnadsteknik  vid KTH 1904.

## Biografi
Under åren 1904–1908 var han anställd på Fritz Söderberghs konstruktionsbyrå. Han öppnade därefter en egen ingenjörsfirma som bedrev konsulterande verksamhet inom byggnadsfacket med i huvudsak byggföretaget Kreuger & Toll som uppdragsgivare. Han  var huvudkonstruktör för många av företagets projekt i Stockholm, exempelvis huset Myrstedt & Stern (1909) som blev ett viktigt genombrott för byggföretaget Kreuger & Toll, Stockholms stadion, grundläggningen till Stadshuset, Stadsbiblioteket, Konserthuset vid Hötorget, NK-huset vid Hamngatan och Kanslihuset.
Henrik Kreüger och hans kusin Ivar Kreuger var de personer som på ett avgörande sätt låg bakom införandet av armerad betong i Sverige i början av 1900-talet. Företaget Kreuger & Toll, sedermera Kreuger & Toll Byggnads AB, med armerad betong enligt system Julius Kahn som specialitet, vann många prestigefyllda upphandlingar genom den nya byggtekniken som avsevärt förkortade byggtiden och gav mer hållfasta betongkonstruktioner.
Henrik Kreüger medverkade också i många andra sammanhang som exempelvis vid konstruktionen av Grimetons radiostation, Spånga Rundradiostation samt Motala långvåg. Parallellt med arbetet som chefskonstruktör för olika projekt arbetade han också som assistent på Tekniska Högskolan vid institutionen för Väg & Vattenbyggnadsteknik. År 1909 blev han utsedd som tillförordnad professor för institutionen och från 1914 ordinarie professor i byggnadsteknik. Henrik Kreüger bedrev också forskning inom ljud- och värmeisolering samt hur olika fasadbeklädnader påverkades av klimatet. Han anlitades ofta av byggnadsstyrelsen i Stockholm och andra statliga institutioner som sakkunnig, i bland annat utarbetande av statliga bestämmelser för järnkonstruktioner, byggnadsverk av armerad betong och elektriska linjebyggnader. Han var ledamot i styrelsen för Lidingöbron 1916, under åren 1921–1922 ledamot av byggnadsfullmäktige i Kommunikationsdepartementet och var ledamot av brorådet vid byggandet av järnvägsbron över Årsta holmar, 1923 (se Årstabron). Från 1923 satt han med i Stockholms stadsfullmäktige, var ledamot av styrelsen för Stockholms stadsbibliotek. 
Henrik Kreüger låg bakom ett 50-tal omfattande tekniska uppsatser och avhandlingar inom det byggnadstekniska området som lade grunden för många av de byggnormer som finns idag. 1931 blev han utsedd till rektor för KTH i Stockholm, en post han innehade fram till 1943.
Kreüger invaldes som ledamot av Ingenjörsvetenskapsakademien 1919, som ledamot av Kungliga Vetenskapsakademien 1932 och blev teknologie hedersdoktor vid KTH 1944. Kreüger blev hedersledamot i Södra Sveriges Byggnadstekniska Samfund 1932. Henrik Kreüger gravsattes i Gustav Vasa kyrkas kolumbarium i Stockholm.

## Familj
Henrik Kreügers far var Oscar Lorentz Kreuger, bror till Ernst August Kreuger.